# Glufosinato
El Glufosinato (también conocido como fosfinotricina y a menudo vendido como sal de amoníaco) es un herbicida de amplio espectro, cuya fórmula química es C5H12NO4P y pertenece al grupo de los fosfinatos. Es un herbicida de contacto con algo de acción sistémica. Este producto inhibe irreversiblemente la glutamina sintetasa, una enzima necesaria para la producción de glutamina y para la detoxificación del amonio. La aplicación de glufosinato a las plantas conduce a niveles reducidos de glutamina y elevados de amonio en los tejidos, deteniendo la fotosíntesis, que resulta en la muerte de la planta.

## Usos
El glufosinato es un herbicida de amplio espectro que se usa para controlar importantes malezas como varias especies de la familia convolvulaceae y también a Sesbania bispinosa, Polygonum pensylvanicum y Cyperus esculentus. Se aplica a plantas jóvenes durante su desarrollo para una completa efectividad. Se vende en las formulaciones bajo marcas como Basta, Rely, Finale, Challenge y Liberty.

## Modo de acción
La fosfinotricina es un inhibidor de la glutamina sintetasa que se une al sitio del glutamato. Las plantas tratadas con glufosinato mueren debido a la acumulación de amoníaco y el correspondiente incremento  en el pH en el lumen tilacoide, que conduce al desacoplamiento de la fotofosforilación. El desacoplamiento de la fotofosforilación ocasiona la producción de especies reactivas de oxígeno, peroxidación lipídica, y destrucción de membrana. Niveles elevados de amoníaco son detectables dentro de la hora posterior a la aplicación de fosfinotricina.

## Toxicidad

### Exposición a humanos en alimentos
Como el glufosinato se utiliza a menudo como un desecante pre-cosecha, los residuos también se puede encontrar en alimentos que los seres humanos ingieren. Tales alimentos incluyen las papas, arveja, habas, maíz, trigo y cebada. Además, el producto químico se puede transmitir a los seres humanos a través de animales que se alimentan de pasto contaminado. Se ha descubierto que la harina procesada de grano de trigo que contenía trazas de glufosinato que retenía del 10-100% de los residuos de los productos químicos. Ya que, a diferencia del glifosato, este herbicida inhibe una enzima onmipresente en todos los seres vivos (incluido los humanos), esta presencia debería ser más preocupante. Sin embargo, ha sido poco estudiada y no figura en el grupo 2A del IARC.